# Argyle (Minnesota)
Argyle es una ciudad ubicada en el condado de Marshall en el estado estadounidense de Minnesota. En el Censo de 2010 tenía una población de 639 habitantes y una densidad poblacional de 247,46 personas por km².

## Geografía
Argyle se encuentra ubicada en las coordenadas 48°19′58″N 96°48′58″O / 48.33278, -96.81611. Según la Oficina del Censo de los Estados Unidos, Argyle tiene una superficie total de 2.58 km², de la cual 2.58 km² corresponden a tierra firme y (0%) 0 km² es agua.

## Demografía
Según el censo de 2010, había 639 personas residiendo en Argyle. La densidad de población era de 247,46 hab./km². De los 639 habitantes, Argyle estaba compuesto por el 96.71% blancos, el 0% eran afroamericanos, el 0.31% eran amerindios, el 0% eran asiáticos, el 0% eran isleños del Pacífico, el 2.19% eran de otras razas y el 0.78% pertenecían a dos o más razas. Del total de la población el 2.66% eran hispanos o latinos de cualquier raza.